# Pangkalan Masyhur
Pangkalan Masyhur is een bestuurslaag in het regentschap Medan van de provincie Noord-Sumatra, Indonesië. Pangkalan Masyhur telt 31.167 inwoners (volkstelling 2010).